# Christophorusfenster (Guern)

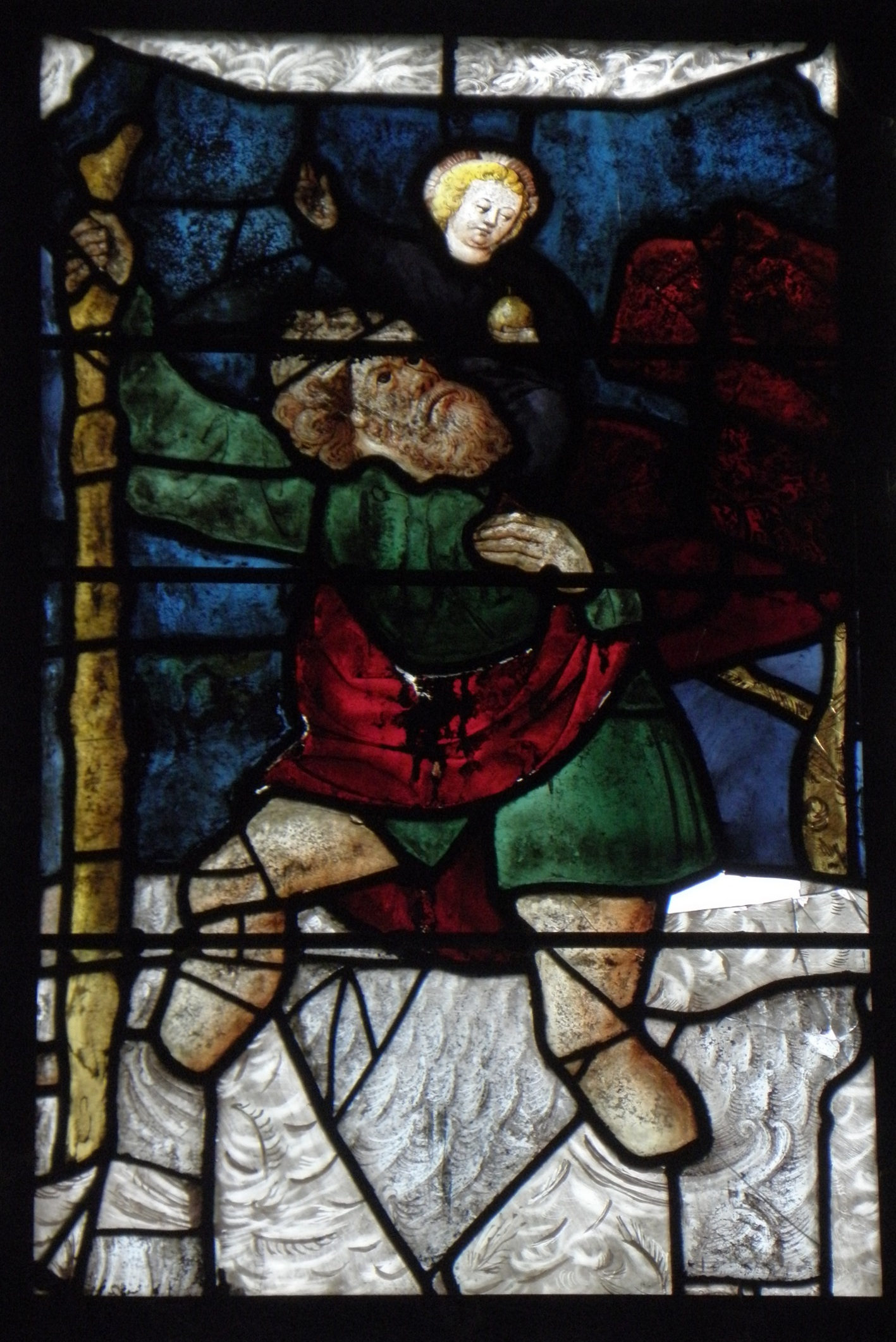
Christophorusfenster in Guern

Das Christophorusfenster in der katholischen Basilika Notre-Dame von Quelven, einem Ortsteil der französischen Gemeinde Guern  im Département Morbihan in der Region Bretagne, wurde im 15. Jahrhundert geschaffen. Das Bleiglasfenster wurde 1840 als Monument historique in die Liste der Baudenkmäler in Frankreich aufgenommen.
Das Fenster mit der Darstellung des heiligen Christophorus ist circa 80 cm hoch und circa 50 cm breit. Es wurde von einer unbekannten Werkstatt geschaffen. Christophorus trägt das Jesuskind auf seinen Schultern durch das Wasser. Das blondhaarige Kind hält eine Weltkugel in seiner linken Hand. Christophorus stützt sich mit der rechten Hand auf einen blühenden Stab, den er nach der Legende am anderen Ufer einpflanzte, wo der Baumstamm dann wieder grünte.
Neben dem Christophorusfenster ist noch das Wurzel-Jesse-Fenster aus der Zeit der Gotik in der Kirche erhalten.